# Blissestraße (métro de Berlin)
Blissestraße est une station de métro souterraine sur la ligne 7 du métro de Berlin au cœur du quartier de Berlin-Wilmersdorf sous la Berliner Straße. Son nom fait référence à Christian Blisse (1823 - 1905), un notable de Wilmersdorf.

## Histoire
Conçue par Rainer G. Rümmler pendant l'année 1970, Blissestraße est une des premières stations construites lors de la prolongation nord-est de la ligne U7. Elle se distingue par son plafond composé de boîtes blanches d'insonorisation. Dans les années 2000, le dallage blanc des murs a été renouvelé. La station devrait être accessible par ascenseur à partir de 2016.

## Correspondance
Il existe des correspondances possibles avec les lignes d'autobus 101, 104, 249 pendant la journée et N7, N42 pendant la nuit..

## À proximité
- Parc public Wilmersdorf